# فرانز س. كون
فرانز س. كون (بالإنجليزية: Franz C. Kuhn) هو محامي وقاضي أمريكي، ولد في 8 فبراير 1872 في ديترويت في الولايات المتحدة، وتوفي في 16 يونيو 1926.